# Václav František Kocmánek
Václav František Kocmánek (1607, Čáslav – 1679, Praha) byl český básník, spisovatel a kronikář.

## Život
Narodil se v rodině vysloužilého císařského vojáka, který se usadil v Čáslavi. V letech 1621–1626 studoval v Uherském Brodě, ale kvůli bojům třicetileté války musel studium přerušit a vrátit se do Čáslavi. V roce 1627 přesídlil do Prahy a zároveň konvertoval ke katolictví, což mu umožnilo pokračovat ve studiích na jezuitské akademii, kde nakonec získal titul bakaláře. Poté působil jako učitel, nejprve v Německém Brodě a poté v Ledči nad Sázavou. V roce 1639 se usadil v Praze, kde již dožil. Učil u sv. Petra na Poříčí, v roce 1644 byl jmenován rektorem kůru u sv. Jindřicha, v roce 1650 získal stejnou pozici u sv. Štěpána. V roce 1640 se výhodně oženil, díky čemuž se stal pražským měšťanem. Kostelu sv. Jindřicha odkázal značné jmění.

## Dílo
Ve Strahovské knihovně je uchován rukopis jeho sborníku, který obsahuje 28 básnických či písňových skladeb (např. Lamentatio rusticana nebo Píseň o smrti Albrechta z Valdštejna). Za jeho života nikdy nevyšel.
Významněji se do české literatury zapsal svým dílem dějepisným (např. Sumovní krátké sepsání o hrozné válce, kteráž se léta Páně 1618 v české zemi začala…, či Relací, jak se jest při vzetí Menšího města Pražského a potom dále… při obležení Starého a Nového města dělo).
Dále psal různé hádanky, patrně zejména k výuce. K té byly určeny i jeho příležitostné verše. V jeho díle nalézáme i humoristické skladby (Planctus facetosus et ridiculosus, De rudente chorago) a divadelní hry, z toho dvě mají náboženský charakter (např. Actus pobožný o Narození Syna Božího, pána našeho Ježíše Krista), sedm pak světský - jde o komické hříčky určené patrně k předvádění o masopustu (např. Intermedium kratochvilné o selském hňupu chtějícím žákem býti nebo Intermedium nové o nemravných chrapouních, kterak jeden druhému, totiž dobrý vožralec lepšímu vožralci, svou ženu arcivožralou prodal). Ve všech se objevuje komický typ hloupého sedláka, známý už od Kocmánkových předchůdců. Hry byly veršované. Hráli je patrně zejména studenti. Zdrojem humoru je karikatura, časté jsou rovněž vulgarismy, humor spjatý s vyměšováním či sexem, jak bylo u barokního humoru obvyklé. Kvůli tomu byl autory 19. století zavrhnut a pozapomenut.